# Analyse & kritik
Die linksextreme Monatszeitung ak – analyse & kritik (ak) mit dem Untertitel Zeitung für linke Debatte und Praxis, bis August 1992 Arbeiterkampf (AK), erscheint in Hamburg. Sie erscheint monatlich, außer im Juli. Herausgeber ist der Verein für politische Bildung, Analyse und Kritik e. V. Erscheinungsort ist Hamburg. Bis einschließlich Januar 2024 wurden insgesamt 700 Ausgaben produziert.

## Geschichte
ak – analyse & kritik ist Nachfolgerin von Arbeiterkampf (AK), der Zeitung des Kommunistischen Bundes (KB). Der AK erschien erstmals im Dezember 1971. Als der KB sich 1991 auflöste, blieb die Zeitung erhalten. Etwas mehr als ein Jahr lang, bis Sommer 1992, wurde sie als „Dach-AK“ von den beiden KB-Strömungen, der Mehrheit und der Minderheit, gemeinsam produziert. Ab August 1992 (Nr. 345) war die ehemalige KB-Mehrheit alleinige Herausgeberin, und die Zeitung erhielt ihren bis heute gültigen Namen: ak – analyse & kritik. Ende 1999 übernahm der Verein für politische Bildung, Analyse und Kritik e. V. die Herausgeberschaft.

## Inhalte
Anlässlich ihres 40-jährigen Bestehens im Dezember 2011 erhielt die Zeitung (ak Nr. 566) ein neues Gesicht. Seitdem besteht sie aus vier „Büchern“: Politik, Thema, Bewegung, Gesellschaft. Thematische Rubriken sind Aktion, Deutschland, Diskussion, Gender, Geschichte, International, Kultur, Rechte und Wirtschaft & Soziales.
ak bringt Beiträge aus marxistischer, feministischer, linksradikaler oder auch reformerischer Sicht. Sie berichtet über soziale Bewegungen und stellt an diese kritische Fragen. Antifaschistische und antirassistische Themen werden regelmäßig behandelt. Jede Ausgabe hat einen drei bis fünf Seiten umfassenden Schwerpunkt. Die Schwerpunktthemen 2018 waren: Imperiale Lebensweise, Black History Month, 1968, China, Sexarbeit, Fußball-WM, Lagersystem, Solidarität, Klima, Novemberrevolution, Über den Wolken. Hinzu kommen Artikelserien. Die letzte Serie erschien 2018 als Buch.

## Dasak-Projekt
Die Redaktion bestand 2019 aus neun Personen. Hinzu kommen Mitarbeiter aus den Bereichen Grafik, Layout, Korrekturlesen, Technik, Buchhaltung und Vertrieb. Insgesamt schrieben in den vergangenen vier Jahren über 350 Autoren aus dem In- und Ausland für ak. Die Redaktion ist politisch der Interventionistischen Linken sowie zahlreichen Bewegungen und Basisorganisierungen solidarisch verbunden. Für jede Ausgabe gilt eine Frauenquote: Derzeit sollen mindestens 35 Prozent der Texte von Frauen geschrieben werden. Seit Dezember 2012 galt eine Quote von 30 Prozent.
Von April 2002 bis Sommer 2008 erschien unter dem Namen Fantômas ein Themenheft und Halbjahres-Magazin der ak in 13 Ausgaben.

## Umfang, Beilagen, Auflage
ak hat 36 Seiten im Berliner Format. In unregelmäßigen Abständen ist der Zeitung eine Broschüre beigelegt, in der überwiegend bereits erschienene ak-Artikel zu einem Thema nachgedruckt sind.
In den vergangenen Jahren waren das:
- Critical Whiteness. Debatte um antirassistische Politik und nicht diskriminierende Sprache
- Kampf um Kurdistan. Der Aufstieg des Islamischen Staates und das Revival des linken Internationalismus
- Was tun gegen die AfD? Zehn Vorschläge wie der rechte Vormarsch gestoppt werden könnte.
- Winter 2017/18: Hetzen und Jammern. Wie rechte Normalisierung funktioniert und wie Gegenstrategien aussehen könnten.
- Emission Impossible. Was tun gegen die kapitalistische Klimazerstörung?

Die Broschüren werden auch gesondert über den a.k.i. Verlag vertrieben. ak hat (Stand Juni 2024) eine Auflage von 7.700 Exemplaren.

## Veröffentlichung
- gemeinsam mit Sebastian Friedrich (Hg.): Neue Klassenpolitik. Linke Strategien gegen Rechtsruck und Neoliberalismus. Bertz + Fischer, Berlin 2018, ISBN 978-3-86505-752-5.